# Lasse Metz Achen
Lasse Metz Achen (født 14. december 1977) er en dansk tidligere fodboldspiller, hvis primære position var på den defensive midtbane og sekundært i forsvaret.

## Spillerkarriere
Midtbanespilleren startede sin spillerkarriere i den tidligere københavnske fodboldklub Boldklubben Alfa 75 (fusionerede sidenhen med Boldklubben Syd-Vest til FC Sydhavnen) før Lasse Metz Achen foretog et klubskifte til nordkøbenhavnske Fodboldklubben Prespa. Efterfølgende skiftede Metz Achen til Avedøre IF, hvor han blev fast mand på Hvidovre-klubbens Danmarksseriehold. I sommerpausen 2004 besluttede midtbanespilleren sig for at skifte til den sjællandske serie 3-klub Boldklubben af 1977 hjemmehørende i Rødovre, hvor han sammen med klubben havde en god efterårssæson 2004. Metz Achens sidste seriekamp for Rødovre-klubben blev spillet den 16. oktober 2004 efter sammenlagt 11 optrædener med fem mål til følge.
Metz Achen skiftede til 1. divisionsklubben Hellerup IK inden starten på forårssæsonen i 2005, hvor han i sine samlet godt to år opnåede en lang række optrædener på divisionsholdet og endvidere fik scoret en række mål. Det blev en flot 2005-sæson for Hellerup-klubben, men Metz Achen nåede ikke tilbage i samme kampform efter en alvorlig skade og en knæoperation i foråret 2006, der afledte en længerevarende skadespause væk fra fodbolden. HIKs professionelle ledelse valgte derfor ikke at forny Metz Achens kontrakt, der således udløb den 1. januar 2007, og han stoppede i klubben i vinterpausen 2006/2007 samtidig med en større udskiftning af spillertruppen af klubbens daværende cheftræner Jakob Friis-Hansen.
Metz Achen lavede en aftale med 1. divisionsklubben Boldklubben Fremad Amager, under ledelse af den daværende cheftræner Benny Johansen, den 16. marts 2007, hvor han ville spille med status som amatør. Defensivspilleren fik sin debut for amagerkanerne den 5. april samme år i forbindelse med en 1. divisionskamp på hjemmebane i Sundby Idrætspark mod Ølstykke FC, da han blev skiftet ind i pausen i stedet for Rami Jiowda. Det blev til en enkelt yderligere optræden i forårssæsonen 2007, da den defensive midtbanespiller blev skiftet ind i det 60. minut i stedet for Jesper Hansen i udebanekampen den 9. april mod Køge Boldklub, hvilket også skulle ende med at blive hans sidste kamp. Efter afslutningen på sæsonen rykkede klubben ned i den tredjebedste række og optrådte stadigvæk på holdlisten i de første kampe i 2007/08-sæsonen, men da der ikke var udsigt til yderligere spilletid på klubbens bedste mandskab under ledelse af den nytiltrådte cheftræner Jakob Friis-Hansen, valgte Metz Achen at søge nye udfordringer andetsteds omkring august måned.
Et stykke ind i efterårssæsonen 2007 besluttede han i stedet at fortsætte hos den københavnske serieklub FC Sydhavnen. Her opnåede han tre optrædener (ingen scoringer) i slutningen af 2007-sæsonen i serie 4, hvor klubben endte 2007-sæsonen med en samlet 2. plads og dermed oprykning til serie 3 i 2008-sæsonen.
I 2014 spillede Metz Achen på FC Sydhavnens oldboyshold.